# Blodormrot
Blodormrot (Bistorta amplexicaulis) är en växtart i familjen slideväxter.
var. amplexicaulis - har vita till vitrosa blommor i små blomställningar. Ståndrana är ibland utskjutande.
var. speciosa - blommorna är mörkt purpurröda till röda och sitter i stora blomställningar. Ståndarna är utskjutande.

## Synonymer
var. amplexicaulis
Bistorta amplexicaulis var. alba Munshi & Javeid
Persicaria amplexicaulis (D.Don) Ronse Decr.
Polygonum amplexicaule D.Don
Polygonum petiolatum D. Don
var. speciosa (Meisn.) Munshi et Javeid
Bistorta speciosa (Meisn.) Greene
Polygonum amplexicaule var. speciosum (Meisn.) Hook. f.
Polygonum speciosum Meisn.